# Dolac (Brestovac)
Dolac je naselje u Republici Hrvatskoj u Požeško-slavonskoj županiji, u sastavu općine Brestovac.

## Zemljopis
Dolac je smješten oko 1 km južno od Brestovca, na sjevernim obroncima Požeške Gore, susjedna sela su Daranovci na zapadu i Brestovac na sjeveru. 

## Stanovništvo
Prema popisa stanovništva iz 2011. godine Dolac je imao 203 stanovnika.
| broj stanovnika | 144   | 168   | 166   | 201   | 233   | 237   | 228   | 279   | 275   | 265   | 241   | 235   | 220   | 191   | 178   | 203   | 179   |
|                 | 1857. | 1869. | 1880. | 1890. | 1900. | 1910. | 1921. | 1931. | 1948. | 1953. | 1961. | 1971. | 1981. | 1991. | 2001. | 2011. | 2021. |